# Nathan Triplett
(en) Statistiques sur pro-football-reference
Nathan Triplett (né le 15 mars 1987 à Maple Plain) est un joueur américain de football américain.

## Enfance
Triplett étudie à la Delano High School de Delano, évoluant dans la Wright Country Conference et sort diplômé en 2005

## Carrière

### Université
Il entre à l'université du Minnesota et joue pour l'équipe de football américain des Golden Gophers. Il évolue bien souvent dans l'équipe spéciale et comme linebacker.

### Professionnel
Nathan Triplett est sélectionné au cinquième tour du draft de la NFL de 2010 par les Vikings du Minnesota au 167e choix. Il signe son contrat le 14 juin 2010 avant d'être libéré le 31 août 2010.
Le 5 octobre 2010, les Chargers de San Diego l'intègrent à leur équipe d'entraînement mais il n'est pas conservé et est libéré. Le 1er décembre 2010, les Colts d'Indianapolis le font signer et Triplett entre au cours de cinq matchs, ses premiers pas en NFL. Il est libéré le 5 octobre 2011. Au cours de la saison, il signe avec les Chargers de San Diego avant d'être libéré. Il n'a alors joué aucun match sur cette saison.
Le 29 juillet 2012, il signe avec les Buccaneers de Tampa Bay avant le début de la pré-saison mais quitte l'équipe quatre jours plus tard, le 4 août.